# 米豆腐
米豆腐，又稱米涼粉，是用秈米加鹼（食用鹼小蘇打或黄荆、柏树等鹼性木柴灰，依據製造地不同亦有使用生石灰或熟石灰）制出的豆腐狀的食品，熱炒涼拌皆宜。用紅油、麻油、花椒油、醬油、醋、薑、蒜等調料淋於米豆腐上即可。